# Louisville Panthers
I Louisville Panthers sono stati una squadra di hockey su ghiaccio dell'American Hockey League con sede nella città di Louisville, nello Stato del Kentucky. Nati nel 1999 e sciolti nel 2001, nel corso degli anni sono stati affiliati alla franchigia dei Florida Panthers.

## Storia
La squadra fu fondata a Louisville, nel Kentucky, e disputò le proprie partite casalinghe presso la Freedom Hall nel complesso del Kentucky Exposition Center. Il nome della franchigia, il logo e le divise si ispirarono a quelle della formazione affiliata in National Hockey League dei Florida Panthers. Nel corso della sua breve storia la squadra fece un'apparizione nei playoff della Calder Cup, dove fu sconfitta al primo turno dall'altra formazione dello Stato, i Kentucky Thoroughblades. Al termine della stagione 2000-2001 la squadra cessò le proprie attività, e fu riattivata solo nel 2005 nello Stato dell'Iowa con il nome di Iowa Stars. Dal 2009 la squadra ha assunto la denominazione di Texas Stars.

### Affiliazioni
Nel corso della loro storia i Louisville Panthers sono stati affiliati alle seguenti franchigie della National Hockey League:
- Florida Panthers: (1999-2001)

## Record stagione per stagione
| Stagione            | Division     | Gare | V  | S  | P | OTL | Punti | GF  | GS  | Piazzamento | Play-off                      |
| ------------------- | ------------ | ---- | -- | -- | - | --- | ----- | --- | --- | ----------- | ----------------------------- |
| Louisville Panthers |              |      |    |    |   |     |       |     |     |             |                               |
| 1999-2000           | Mid-Atlantic | 80   | 42 | 30 | 7 | 1   | 92    | 278 | 254 | 4°          | perde 1º turno (Kentucky) 1-3 |
| 2000-01             | South        | 80   | 21 | 51 | 5 | 3   | 50    | 200 | 285 | 4°          |                               |

## Record della franchigia

### Carriera
Gol: 48  Paul Brousseau
Assist: 63  Paul Brousseau
Punti: 111  Paul Brousseau
Minuti di penalità: 481  Brent Thompson
Vittorie: 35  Sean Gauthier
Shutout: 5  Sean Gauthier
Partite giocate: 140  Peter Ratchuk